# Srednja zadnjična mišica
Srednja zadnjična mišica (latinsko musculus gluteus medius) je mišica pahljačaste oblike. Izvira iz zunanje strani črevnice, ter se narašča na zunanjo stran velike grče stegnenice.
Mišica odmika kolčni sklep, sprednji snopi sodelujejo pri notranji rotaciji, zadajšnji snopi sodelujejo pri zunanji rotaciji kolčnega sklepa. Funkcija mišice je tudi zadrževanje medenice v vodoravni legi. Pri stabiliziranem spodnjem udu preprečuje nagib medenice na nasprotni strani. Poškodba srednje zadnjične mišice povzroči Trendelenburgov znak.
Oživčuje jo živec gluteus superior (L4, L5 in S1).